# Champagné-le-Sec
Champagné-le-Sec är en kommun i departementet Vienne i regionen Nouvelle-Aquitaine i västra Frankrike. Kommunen ligger i kantonen Civray som tillhör arrondissementet Montmorillon. År 2022 hade Champagné-le-Sec 213 invånare.

## Befolkningsutveckling
Antalet invånare i kommunen Champagné-le-Sec
| Referens: INSEE |